# Boris Semjonowitsch Lukomski
Boris Semjonowitsch Lukomski (russisch Борис Семёнович Лукомский; * 6. Juni 1951 in Saratow, Russische SFSR) ist ein ehemaliger sowjetischer Degenfechter.

## Erfolge
Boris Lukomski gewann bei Weltmeisterschaften mit der Mannschaft zunächst 1973 in Göteborg und 1977 in Buenos Aires Bronze sowie 1978 in Hamburg Silber, ehe er mit ihr 1979 in Melbourne Weltmeister wurde. Im Einzel wurde er 1975 in Budapest Vizeweltmeister, nachdem er im Jahr zuvor in Grenoble noch Bronze gewonnen hatte. Zweimal nahm Lukomski an Olympischen Spielen teil: 1976 belegte er in Montreal Rang 17 im Einzel sowie Rang fünf im Mannschaftswettbewerb. Bei den Olympischen Spielen 1980 in Moskau verbesserte er sich in der Einzelkonkurrenz auf den siebten Platz. Mit der sowjetischen Equipe erreichte er das Gefecht um Rang drei, in dem Rumänien mit 9:5 besiegt wurde. Gemeinsam mit Alexander Abuschachmetow, Aschot Karagjan, Alexander Moschajew und Wladimir Smirnow gewann Lukomski somit die Bronzemedaille.